# Тарасо-Григорівка (Черкаський район)
Тара́со-Григо́рівка — село у Черкаському районі Черкаської області, підпорядковане Чигиринській міській громаді. На півночі село сусідить з селищем Чернече, на північному заході з селом Вершаці і з селищем Кудашеве на південному заході. Підпорядковане Вершацькій сільській раді.
Село протяжністю 3 км розташоване понад трасою Чигирин — Знам'янка (у минулому тут пролягав чумацький шлях)[джерело?] за 10 км від центру громади — міста Чигирин та за 80 км від районного та обласного центру — міста Черкаси. Село розташовано вздовж долини р. Чутка, на якій споруджено ставок.
Свою назву отримало на честь Тараса Григоровича Шевченка.[джерело?]

## Історія

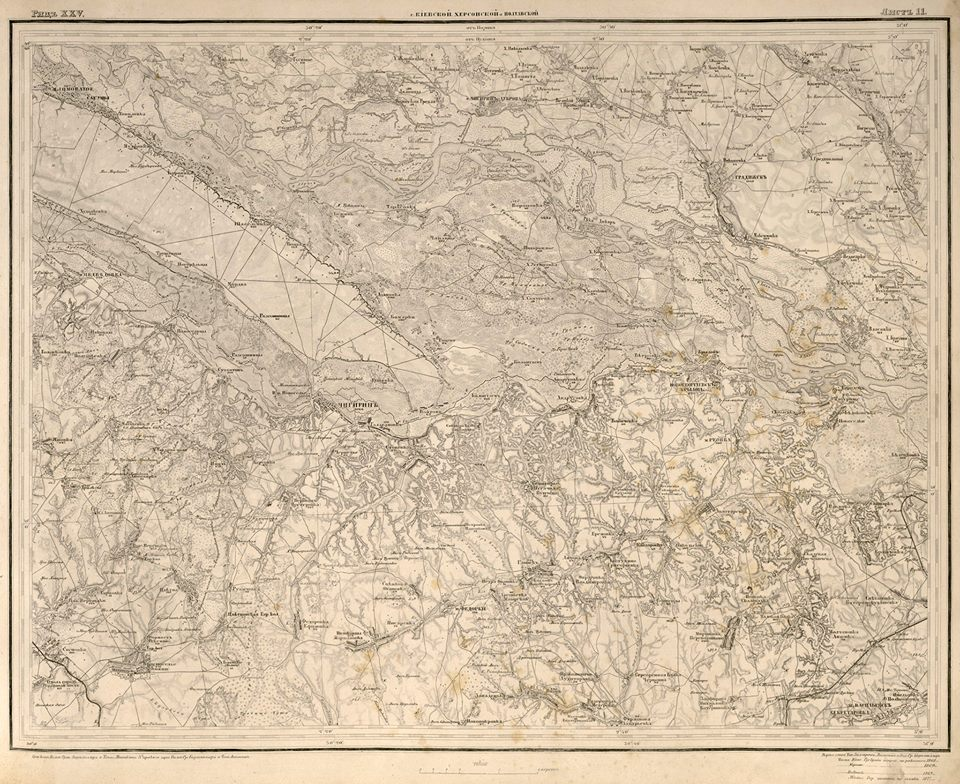
Село на карті 1869-го року

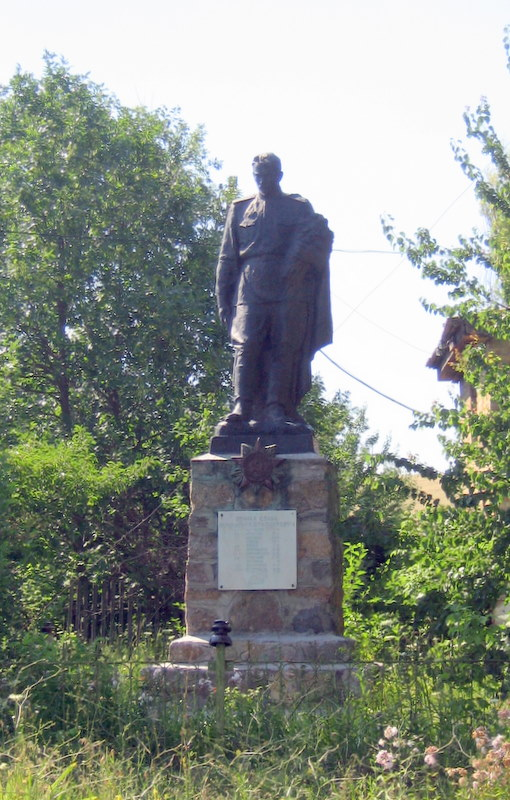
Пам'ятник воїнам, що загинули у роки Другої світової війни

Точна дата заснування села Тарасо-Григорівки на сьогоднішній день невідома. Проте, ми знаємо що село утворилось внаслідок того що селяни з сусіднього села Нестерівка (нині Вершаці) були переселені з непридатних для проживання ґрунтів того села саме на ці рівнинні місця. Така ж історія з назвою села. Місцеві жителі кажуть, що назва Тарасо-Григорівка пішла від імені великого українського пророка — Тараса Григоровича Шевченка. Хоча, ми не дуже довіряємо саме цій версії. Село існувало в період чумацтва в Україні, тобто йому, на сьогоднішній день більше двохсот років. Відомо, що неподалік до села, біля чумацької дороги стояла корчма, куди заїжджали подорожні, щоб випити, поїсти та відпочити з дороги. Та ж чумацька дорога була нерівномірною і так, як вона йшла через одну велику гору, яку в народі назвали Сраною. Саме на тій горі була вуличка з 8-9 хат, яка утворювала хутірець, назва якого Горяни. В період радянщини гору зішкребли грейдерами зумовлюючи це тим, що будуть прокладати асфальт. Село було спалене в період Другої Світової війни, тому що за нього точилися довготривалі бої між радянською та німецькою арміями.[джерело?]

## Сучасність

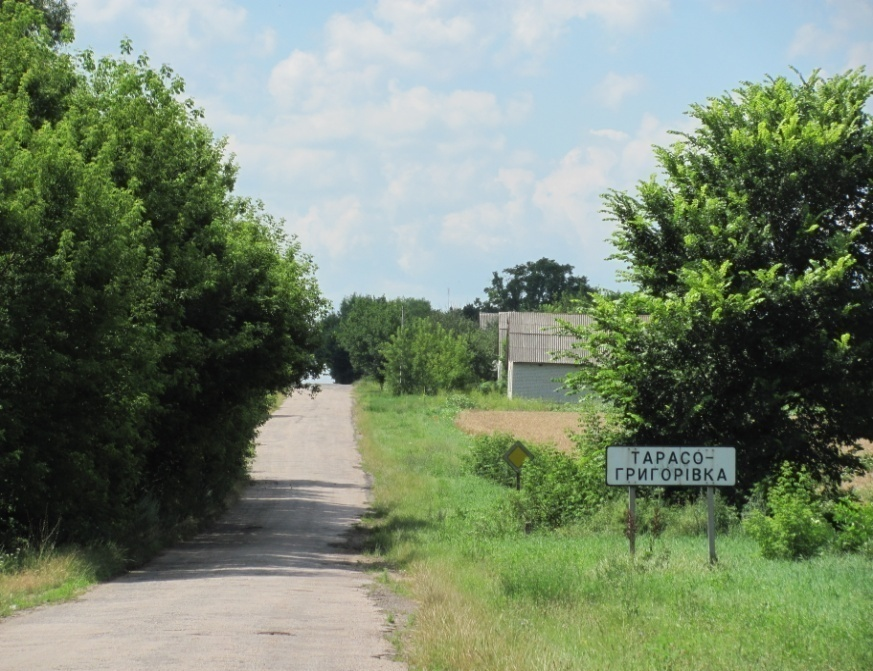
Тарасо-Григорівка

На честь солдат, що визволили село від німецької окупації в роки Другої світової війни в Тарасо-Григорівці споруджено пам'ятник Воїну-визволителю. Також в селі є братська могила, де поховані загиблі солдати.
У селі діє фельдшерсько-акушерський пункт, сільськогосподарське товариство.
З 2015 року в селі немає магазину, тому людям доводиться очікувати на прибуття хлібної машини, котра їде з Кіровоградщини. Клуб відкривається, лише на вибори. Починаючи з 2017 року відновлено рух автобуса, який їде з Знам'янки і проїжає повз Тарасо-Григорівку та слідує на Чигирин, але з 2020 року сполучення знову припинилося.